# Jilm na Zátorách v Holešovicích
Jilm na Zátorách v Holešovicích je významný strom, který roste v Praze 7 na konečné autobusů u jižního výstupu z metra C-Nádraží Holešovice v bývalých starých Holešovicích pomístně zvaných „Zátory“.

## Popis
Strom má obvod kmene 226 cm (2016), jeho výška není uvedena; stáří se odhaduje na 180 let (r. 2016). Do databáze významných stromů Prahy byl zařazen roku 2014.

## Historie
Jilm je posledním stromem zaniklé aleje, která vedla ulicí Na Zátorách. Z této ulice zbyl kromě památného jilmu také nedaleký dům se světle zelenou fasádou a původním číslem popisným 631.
Zátory
Ulici Na Zátorách se říkalo podle takzvaných „zátor“ nebo také „zátvor“, což je pojmenování nízkého břehu, do kterého se zadírají ledové kry. Tento starý pomístní název se přenesl na celou oblast starých Holešovic, které se původně rozprostíraly na břehu Vltavy a časem se rozrůstaly jižním směrem, později ohraničeným ulicemi Argentinská, Železničářů a Partyzánská. Partyzánská, původně Palackého, byla hlavní ulicí Zátor, ulice Na Zátorách, Plynární, U Papírny, Rajská a Jablonského vedly v jejich jižní části. V dalších několika vedlejších uličkách směrem k Vltavě stály původní vesnické domky se zelinářskými zahradami; život se odehrával také na vltavském pobřeží.
Změnu přinesla industrializace v 2. polovině 19. století, kdy se začaly stavět vícepodlažní činžovní domy a na okolních pozemcích továrny a další průmyslové objekty. Ve 20. letech 20. století ustoupila nejvýchodnější část Palackého ulice výstavbě Trojského mostu. Velký zásah nastal v 50. letech 20. století, kdy byla zbořena původní vesnická zástavba na břehu Vltavy a na jejím místě postavena betonárka. Koncem 70. let 20. století pak po dalších demolicích vzniklo nádraží Praha-Holešovice, stanice metra a autobusové depo. Z původní vesnice Holešovice se nic nedochovalo, bývalé místo ale připomínají například domy na rohu ulic U Papírny a Na Zátorách nebo v Partyzánské ulici památkově chráněný dům čp. 218 Na Kovárně.